# Bajpur
Bajpur là một thành phố và là nơi đặt ban đô thị (municipal board) của quận Udham Singh Nagar thuộc bang Uttaranchal, Ấn Độ.

## Nhân khẩu
Theo điều tra dân số năm 2001 của Ấn Độ, Bajpur có dân số 21.782 người. Phái nam chiếm 55% tổng số dân và phái nữ chiếm 45%. Bajpur có tỷ lệ 66% biết đọc biết viết, cao hơn tỷ lệ trung bình toàn quốc là 59,5%: tỷ lệ cho phái nam là 72%, và tỷ lệ cho phái nữ là 59%. Tại Bajpur, 14% dân số nhỏ hơn 6 tuổi.